# Frivilligt utbyte
Frivilligt utbyte är den handling där köpare och säljare fritt och villigt deltar i marknadstransaktioner.
Frivilligt utbyte är ett grundläggande antagande inom klassisk och neoklassisk ekonomi som utgör grunden för samtida mainstream-ekonomi. Det vill säga, när neoklassiska ekonomer teoretiserar om världen, antar de att frivilligt utbyte äger rum. Med utgångspunkt i detta antagande drar den neoklassiska nationalekonomin slutsatsen att en rad viktiga resultat, såsom att marknadsaktivitet är effektiv, att frihandel har positiva nettoeffekter och att marknader där ekonomiska aktörer deltar frivilligt gör dem bättre ställda. Det är anmärkningsvärt att neoklassiska ekonomer – baserade på antagandet om frivilligt utbyte – förnekar den marxistiska definitionen av exploatering av arbetskraft som en möjlighet inom neoklassiskt definierad kapitalism. Marxistisk ekonomi, ett av de viktigaste alternativen till neoklassisk ekonomi, hävdar att exploatering av arbetskraft är möjlig både med frivilligt utbyte och ett definierande villkor för det kapitalistiska produktionssättet, bland andra produktionssätt.
Frivilligt utbyte är ibland roten till argument om marknadernas moral. Marknadsförespråkare åberopar ofta vad de anser vara moralen såväl som den påstådda effektiviteten i frivilligt utbyte för att argumentera mot statliga mandat, inklusive många former av beskattning. Marknadernas moral, även de som följer verkligt frivilligt utbyte, är ändå omtvistade. Enligt Dr Marianne Johnson finns det ingen teoretisk grund för att argumentera för att delvis eller helt frivilligt utbyte är att föredra framför andra arrangemang, såsom statliga mandat.